# Aurec-sur-Loire
Cet article possède un paronyme, voir Auray.
Aurec-sur-Loire est une commune française située dans le département de la Haute-Loire, en région Auvergne-Rhône-Alpes. Il s'agit de la cinquième ville la plus peuplée du département.

## Géographie
Située non loin de Firminy, à la limite des anciennes régions administratives de l'Auvergne et de Rhône-Alpes, à quelques encablures du Forez et aux portes du Velay, elle est traversée par la Loire. Elle s'inscrit dans l'unité urbaine de Saint-Étienne de la banlieue de laquelle elle est l'une des communes, à environ 20 minutes de route. Selon certaines définitions de l'INSEE, Aurec se situe aussi dans la zone d'influence de la métropole lyonnaise à laquelle elle est reliée par train en une heure.
On recense environ 6 000 habitants en 2015, ce qui place la commune au cinquième rang en matière de démographie en Haute-Loire.
La commune s'étend sur les deux rives de la Loire mais le centre ancien se situe sur sa rive droite. La situation très encaissée de la ville (430 mètres d'altitude dans le centre-ville), blottie dans une sorte de « cuvette », lui offre un microclimat, ce qui lui vaut régulièrement le surnom de « Petit Nice »[réf. nécessaire]. Sur ses hauteurs, les hameaux d'Ouillas ou Pied notamment sur la rive droite et Mons ou Beauvoir sur la rive gauche culminent à plus de 800 mètres d'altitude. Une table d'orientation installée par la municipalité est située à proximité du village de Mons, sur le plateau vers Saint-Maurice-en-Gourgois. Elle permet d'apprécier une splendide vue sur le bassin de vie stéphanois.

### Localisation
La commune d'Aurec-sur-Loire se trouve dans le département de la Haute-Loire, en région Auvergne-Rhône-Alpes.
Elle se situe à 61 km par la route du Puy-en-Velay, préfecture du département, et à 36 km d'Yssingeaux, sous-préfecture
Les communes les plus proches sont : 
Malvalette (3,7 km), La Chapelle-d'Aurec (3,8 km), Saint-Maurice-en-Gourgois (3,9 km), Saint-Paul-en-Cornillon (4,4 km), Saint-Ferréol-d'Auroure (4,4 km), Pont-Salomon (5,0 km), Fraisses (5,4 km), Unieux (5,9 km).
| Saint-Maurice-en-Gourgois Loire |                     | Saint-Paul-en-Cornillon Loire |
| Malvalette                      | Aurec-sur-Loire     | Saint-Ferréol-d'Auroure       |
|                                 | La Chapelle-d'Aurec | Pont-Salomon                  |

### Climat
Pour des articles plus généraux, voir Climat d'Auvergne-Rhône-Alpes et Climat de la Haute-Loire.
En 2010, le climat de la commune est de type climat des marges montargnardes, selon une étude du Centre national de la recherche scientifique s'appuyant sur une série de données couvrant la période 1971-2000. En 2020, Météo-France publie une typologie des climats de la France métropolitaine dans laquelle la commune est exposée à un climat de montagne ou de marges de montagne et est dans la région climatique Nord-est du Massif Central, caractérisée par une pluviométrie annuelle de 800 à 1 200 mm, bien répartie dans l’année.
Pour la période 1971-2000, la température annuelle moyenne est de 10,4 °C, avec une amplitude thermique annuelle de 16,6 °C. Le cumul annuel moyen de précipitations est de 716 mm, avec 8,1 jours de précipitations en janvier et 6,4 jours en juillet. Pour la période 1991-2020, la température moyenne annuelle observée sur la station météorologique de Météo-France la plus proche, « Monistrol-sur-Loire », sur la commune de Monistrol-sur-Loire à 9 km à vol d'oiseau, est de 10,0 °C et le cumul annuel moyen de précipitations est de 822,3 mm,. Pour l'avenir, les paramètres climatiques de la commune estimés pour 2050 selon différents scénarios d'émission de gaz à effet de serre sont consultables sur un site dédié publié par Météo-France en novembre 2022.
| Mois                                  | jan.           | fév.            | mars           | avril         | mai             | juin          | jui.          | août           | sep.           | oct.        | nov.           | déc.           | année      |
| ------------------------------------- | -------------- | --------------- | -------------- | ------------- | --------------- | ------------- | ------------- | -------------- | -------------- | ----------- | -------------- | -------------- | ---------- |
| Température minimale moyenne (°C)     | −0,8           | −0,8            | 1,5            | 4             | 7,7             | 11,2          | 13            | 12,9           | 9,5            | 7,1         | 2,7            | 0,2            | 5,7        |
| Température moyenne (°C)              | 2,1            | 2,7             | 5,8            | 8,7           | 12,7            | 16,6          | 18,8          | 18,6           | 14,5           | 10,9        | 5,8            | 3,1            | 10         |
| Température maximale moyenne (°C)     | 5,1            | 6,2             | 10,2           | 13,5          | 17,8            | 22            | 24,5          | 24,4           | 19,4           | 14,8        | 8,9            | 6              | 14,4       |
| Record de froid (°C) date du record   | −15,1 13.01.03 | −18,4 05.02.12  | −18,1 01.03.05 | −6,5 08.04.03 | −1,9 15.05.1995 | 2,1 04.06.01  | 4,7 17.07.00  | 2,8 30.08.1998 | 0,1 30.09.1995 | −6 26.10.03 | −10,1 28.11.13 | −14,9 15.12.01 | −18,4 2012 |
| Record de chaleur (°C) date du record | 18,4 01.01.22  | 20,7 20.02.1998 | 25,2 17.03.04  | 26,5 30.04.05 | 30,6 21.05.22   | 36,7 29.06.19 | 37,2 07.07.15 | 37,4 24.08.23  | 33 10.09.23    | 31 09.10.23 | 22,7 01.11.14  | 19,1 31.12.21  | 37,4 2023  |
| Précipitations (mm)                   | 45,9           | 35,4            | 38,7           | 69,1          | 93,1            | 81            | 78,9          | 77,9           | 80             | 88,7        | 86,9           | 46,7           | 822,3      |

## Urbanisme

### Typologie
Au 1er janvier 2024, Aurec-sur-Loire est catégorisée ceinture urbaine, selon la nouvelle grille communale de densité à sept niveaux définie par l'Insee en 2022.
Elle appartient à l'unité urbaine de Saint-Étienne, une agglomération inter-départementale regroupant 32  communes, dont elle est une commune de la banlieue,,. Par ailleurs la commune fait partie de l'aire d'attraction de Saint-Étienne, dont elle est une commune de la couronne,. Cette aire, qui regroupe 105 communes, est catégorisée dans les aires de 200 000 à moins de 700 000 habitants,.

### Occupation des sols
L'occupation des sols de la commune, telle qu'elle ressort de la base de données européenne d’occupation biophysique des sols Corine Land Cover (CLC), est marquée par l'importance des forêts et milieux semi-naturels (54,1 % en 2018), en diminution par rapport à 1990 (55,1 %). La répartition détaillée en 2018 est la suivante : 
forêts (50,2 %), zones agricoles hétérogènes (24,3 %), zones urbanisées (13,9 %), milieux à végétation arbustive et/ou herbacée (3,9 %), prairies (3,1 %), eaux continentales (2,4 %), zones industrielles ou commerciales et réseaux de communication (2,2 %). L'évolution de l’occupation des sols de la commune et de ses infrastructures peut être observée sur les différentes représentations cartographiques du territoire : la carte de Cassini (XVIIIe siècle), la carte d'état-major (1820-1866) et les cartes ou photos aériennes de l'IGN pour la période actuelle (1950 à aujourd'hui).

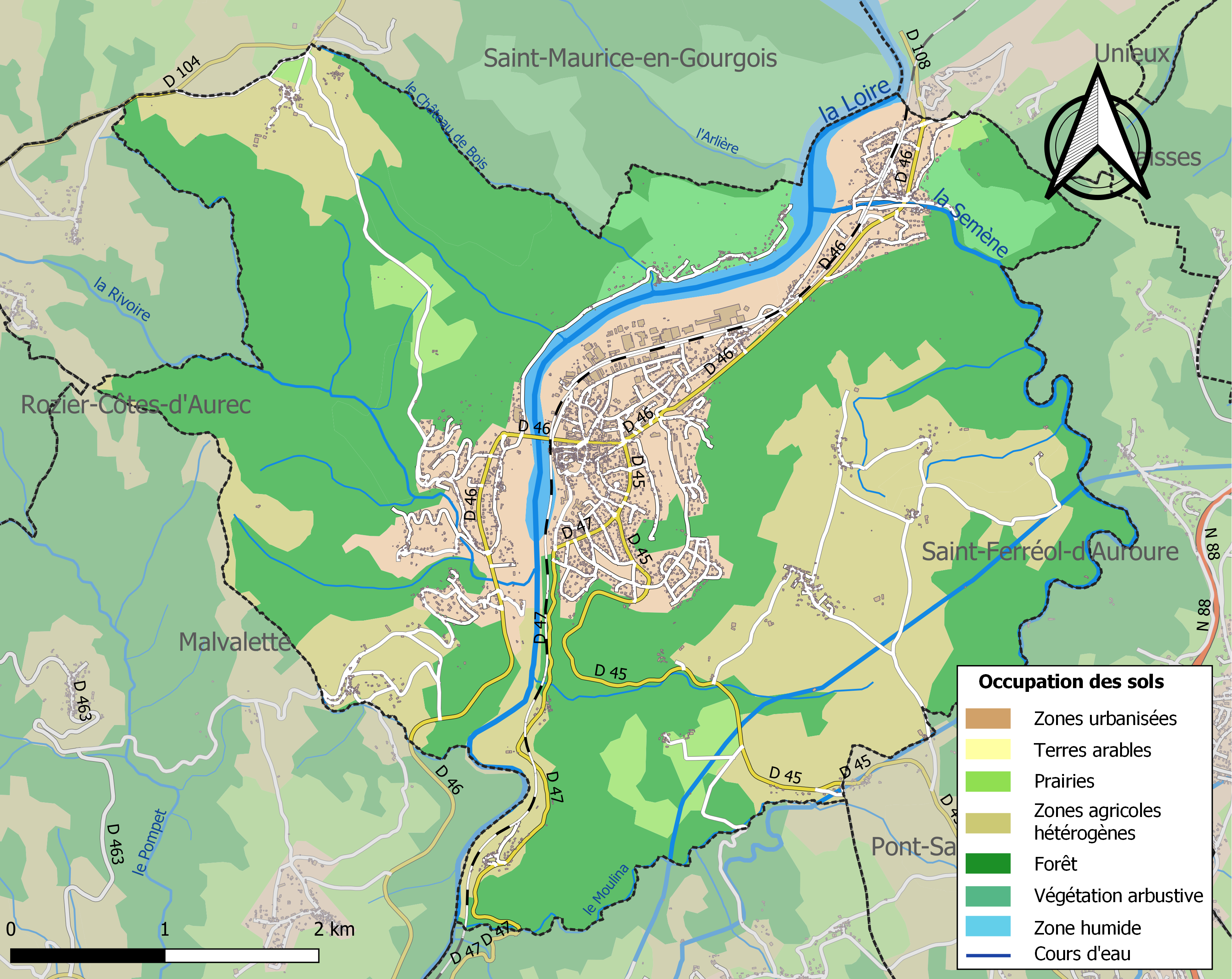
Carte des infrastructures et de l'occupation des sols de la commune en 2018 (CLC).
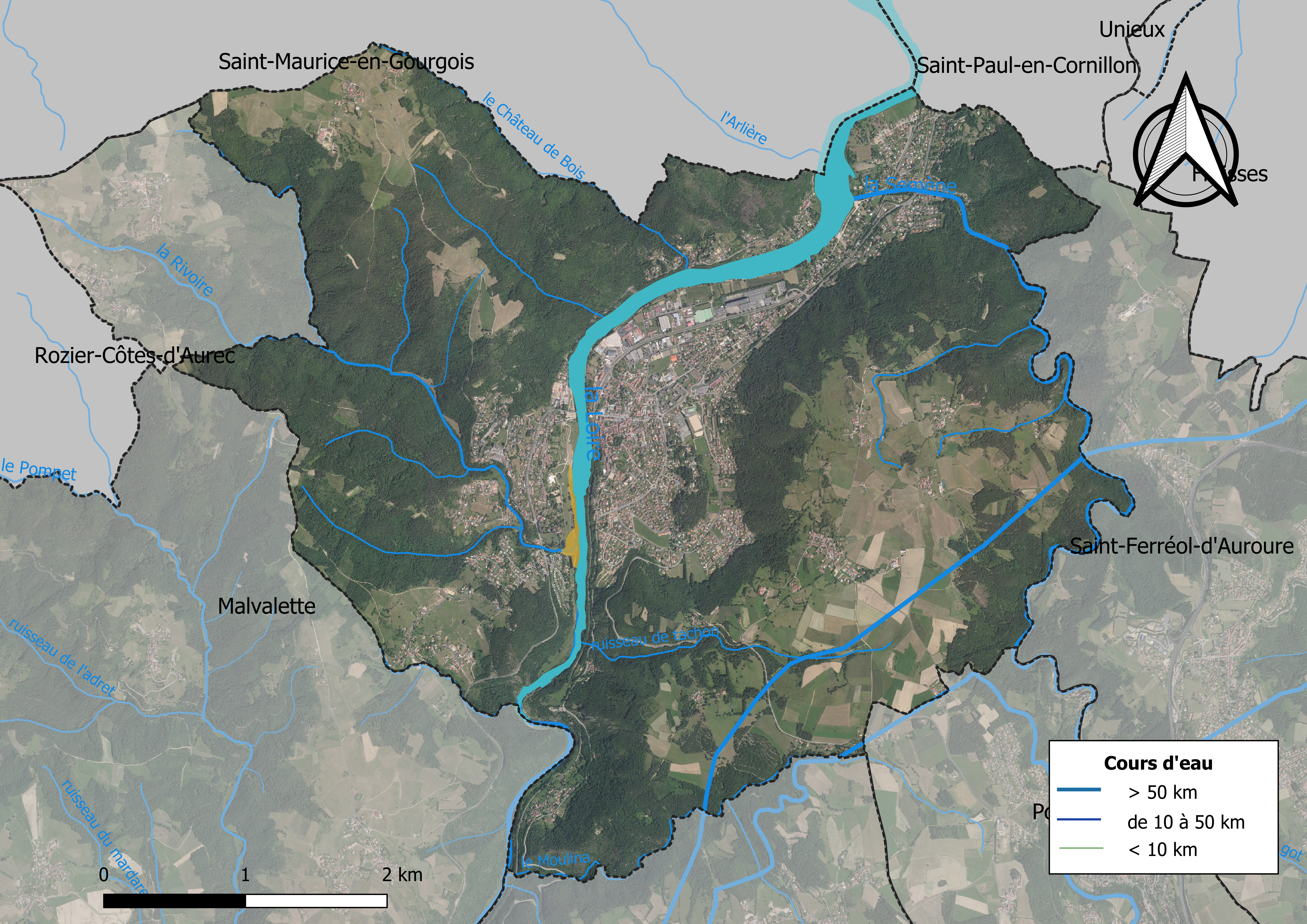
Carte orthophotographique de la commune.

### Habitat et logement
En 2018, le nombre total de logements dans la commune était de 138, alors qu'il était de 136 en 2013 et de 120 en 2008.
Parmi ces logements, 60,1 % étaient des résidences principales, 23,9 % des résidences secondaires et 15,9 % des logements vacants. Ces logements étaient pour 95,7 % d'entre eux des maisons individuelles et pour 4,3 % des appartements.
Le tableau ci-dessous présente la typologie des logements à Aurec-sur-Loire en 2018 en comparaison avec celle de la Haute-Loire et de la France entière. Une caractéristique marquante du parc de logements est ainsi une proportion de résidences secondaires et logements occasionnels (23,9 %) supérieure à celle du département (16,1 %) et à celle de la France entière (9,7 %). Concernant le statut d'occupation de ces logements, 67 % des habitants de la commune sont propriétaires de leur logement (64,8 % en 2013), contre 70 % pour la Haute-Loire et 57,5 pour la France entière.
| Typologie                                               | Aurec-sur-Loire | Haute-Loire | France entière |
| ------------------------------------------------------- | --------------- | ----------- | -------------- |
| Résidences principales (en %)                           | 60,1            | 71,5        | 82,1           |
| Résidences secondaires et logements occasionnels (en %) | 23,9            | 16,1        | 9,7            |
| Logements vacants (en %)                                | 15,9            | 12,4        | 8,2            |

### Voies de communication et transports
Bien qu'étant située dans l'unité urbaine de Saint-Étienne, Aurec ne bénéficie pas des transports de la STAS qui s'arrêtent au rond-point de son hameau de Semène délimitant les départements de la Loire et de la Haute-Loire, à trois kilomètres du centre-ville. En revanche, la ville dispose d'une gare ferroviaire la reliant au Puy-en-Velay dans un sens, et à Saint-Étienne-Châteaucreux et Lyon dans l'autre de manière régulière.
Par ailleurs, la départementale D 46 la relie à Firminy et elle se trouve à 10 minutes de la RN 88 depuis La Chapelle-d'Aurec.

## Toponymie
Le nom de la localité est attesté sous les formes [Ecclesia S. Petri de] Auriaco vers 1030 (La Mure, ducs de Bourbon, III, pr., 16),; [Prior de] Aurecyo en 1299 (les Olim, III, 2); [Mandamentum d’]Aurec en 1317 (Arch. nat., p. 14003, c. 990); Castrum Aureaci en 1322 (Arch. nat., p. 4941, c. 44); Auriacum supra Litgerim en 1405 (Drôme); Auriec au XVIe siècle (Médicis, II, 343); Ourier en 1569 (terrier de Saint-Didier); Aurec[-Nerestang] en 1674 (Haute-Loire, B. 29).
Il s'agit d’une formation toponymique gallo-romaine en -(i)acum, suffixe de localisation et de propriété d'origine gauloise et qui explique la plupart des formations toponymiques terminées par -(i)ac dans le sud de la France, en -(a)y généralement dans le nord et -(i)eu dans le domaine du franco-provençal au centre sud-est. Cependant dans deux secteurs en France -(i)acum a subi une évolution particulière en -(i)ec, -(i)ecq, il s'agit dans le cas d’Aurec de l'ancienne limite entre la langue d’oc et le franco-provençal.
Le premier élément Aur- représente sans doute un nom de personne latin Aurius, bien représenté dans le sud de la France, d'où les homonymies avec Auriac (Lot, Aveyron, Cantal, Dordogne, Haute-Garonne, Lot-et-Garonne) et Auriat (Creuse).
Le déterminant complémentaire -sur-Loire apparaît vers le XIVe siècle (voir supra : Auriacum supra Litgerim en 1405).

## Histoire
Selon certains érudits locaux, les rédacteurs des cartulaires du haut Moyen Âge ne savent pas où mettre Aurec. Tantôt il est vellave, tantôt lyonnais, tantôt forézien. Les Amis du Vieil Aurec, association de conservation du patrimoine local qui existe depuis 1966 et l'archéologue et historien Pierre-Eric Poble ne sont pas d'accord sur les origines d'Aurec.
L'association reste fidèle à la version donnée par les historiens des XVIIe et XIXe siècles de la fondation d'Aurec. Pierre-Eric Poble est le seul historien qui donne une version différente à tort ou à raison.
Une bulle du pape Clément IV du 14 septembre 1267 pour place officiellement Aurec sous l’autorité des évêques du Puy.Clément IV (le Français Guy Foulques) est un ancien évêque du Puy et en 1267 l’évêque du Puy régnant est un de la Roue, de la famille qui possède le château d’Aurec.
Malgré ses murailles, la ville a connu plusieurs fois les envahisseurs.
D'abord aux moments de la guerre de Cent Ans. Vers 1420, c'est Héracle II de Rochebaron, partisan des Bourguignons, qui prend et pille Aurec.
Dix ans plus tard, c'est un capitaine de routiers appartenant à la troupe de Rodrigue de Villandrando, aventurier espagnol au service du roi, qui se rend maître de la cité et va même jusqu'à attacher son cheval, dans l'église, à la statue de Saint Pierre (aujourd'hui disparue).
Ensuite, au moment des guerres de Religion, le terrible Baron des Adrets, après avoir pris Saint-Bonnet-le-Château, enlève Aurec.
En 1609 (le 22 avril), Philibert de Nérestang, premier grand-maître de l'Ordre de Saint-Lazare et du Mont-Carmel (1608), achète à Marc de la Roue les seigneuries d'Aurec, Oriol et La Chapelle, sises en Velay et Forez. Il les unit à la baronnie de Saint Didier, acquise en 1600 du duc de Montpensier, et fait ériger le tout en marquisat de Nérestang par lettres patentes du 20 juillet 1619. Il fit d'Aurec sa principale résidence.
Comme le reste de la France voire de l'Europe, la grande famine de 1693-1694 va frapper durement Aurec. Les registres d'état civil enregistrent un pic extraordinaire de décès pour ces deux années-là : 114 décès en 1693, 174 décès en 1694 alors que la moyenne pour la période 1684-1704 s'établit à environ 33 décès par an.
Un hiver très rigoureux en 1692, puis un printemps et un été trop pluvieux entraînent des récoltes médiocres donc une sous alimentation qui favorise les épidémies et décime la population.
En 1865, une portion du territoire communal a été cédée pour la création de celle de Pont-Salomon, conjointement avec des contributions des communes de Saint-Didier-en-Velay et de Saint-Ferréol-d'Auroure.

## Politique et administration

### Découpage territorial
La commune d'Aurec-sur-Loire est membre de la communauté de communes Loire et Semène, un établissement public de coopération intercommunale (EPCI) à fiscalité propre créé le 28 décembre 2000 dont le siège est à La Séauve-sur-Semène. Ce dernier est par ailleurs membre d'autres groupements intercommunaux.
Sur le plan administratif, elle est rattachée à l'arrondissement d'Yssingeaux, au département de la Haute-Loire, en tant que circonscription administrative de l'État, et à la région Auvergne-Rhône-Alpes.
Sur le plan électoral, elle dépend du canton d'Aurec-sur-Loire pour l'élection des conseillers départementaux, depuis le redécoupage cantonal de 2014 entré en vigueur en 2015, et de la première circonscription de la Haute-Loire   pour les élections législatives, depuis le redécoupage électoral de 1986.

### Élections municipales et communautaires

#### Élections de 2020
| Tête de liste | Tête de liste | Suffrages | Pourcentage | CM | CC |
| ------------- | ------------- | --------- | ----------- | -- | -- |
|               | Claude Vial   | 1138      | 53,57 %     | 23 | 6  |
|               | Yvon Valeyre  | 986       | 46,42 %     | 6  | 2  |

Le conseil municipal d'Aurec-sur-Loire, commune de plus de 1 000 habitants, est élu au scrutin proportionnel de liste à deux tours (sans aucune modification possible de la liste), pour un mandat de six ans renouvelable. Compte tenu de la population communale, le nombre de sièges à pourvoir lors des élections municipales de 2020 est de 29. Les vingt-neuf conseillers municipaux sont élus au premier tour avec un taux de participation de 47,52 %, se répartissant en vingt-trois issus de la liste conduite par Claude Vial et six issus de celle d'Yvon Valeyre.
Claude Vial, maire sortant, est réélu pour un nouveau mandat le 24 mai 2020.
Les huit sièges attribués à la commune au sein du conseil communautaire de la communauté de communes Loire et Semène se répartissent en : liste de Claude Vial (6) et liste d'Yvon Valeyre (2).

### Liste des maires
| Période                                  | Période                    | Identité       | Étiquette    | Qualité |
| ---------------------------------------- | -------------------------- | -------------- | ------------ | --- |
| Les données manquantes sont à compléter. |                            |                |              | |
| 1941                                     | mars 1977                  | Robert Bouvard | CNIP puis RI | Ingénieur, industriel Sénateur de la Haute-Loire (1959 → 1974) Conseiller régional d'Auvergne (1973 → ?) Conseiller général de Saint-Didier-en-Velay (1945 → 1964) Conseiller général d'Aurec-sur-Loire (1973 → 1976) Président du conseil général (1949 → 1964) |
| mars 1977                                | mars 1989                  | Pierre Quitot  | UDF-PR       | Industriel Conseiller général d'Aurec-sur-Loire (1982 → 2008) |
| mars 1989                                | mars 2008                  | Guy Vocanson   | PS           | Adjoint technique Conseiller général d'Aurec-sur-Loire (2008 → 2015) Président de la CC Loire et Semène (2002 → 2014) |
| mars 2008                                | En cours (au 15 juin 2020) | Claude Vial    | DVD          | Fonctionnaire Vice-président de la CC Loire et Semène |

## Population et société

### Démographie

#### Évolution démographique
L'évolution du nombre d'habitants est connue à travers les recensements de la population effectués dans la commune depuis 1793. Pour les communes de moins de 10 000 habitants, une enquête de recensement portant sur toute la population est réalisée tous les cinq ans, les populations de référence des années intermédiaires étant quant à elles estimées par interpolation ou extrapolation. Pour la commune, le premier recensement exhaustif entrant dans le cadre du nouveau dispositif a été réalisé en 2004.

En 2022, la commune comptait 6 133 habitants, en évolution de +0,36 % par rapport à 2016 (Haute-Loire : +0,36 %, France hors Mayotte : +2,11 %).
| 1793  | 1800  | 1806  | 1821  | 1831  | 1836  | 1841  | 1846  | 1851  |
| ----- | ----- | ----- | ----- | ----- | ----- | ----- | ----- | ----- |
| 2 104 | 1 896 | 2 113 | 2 407 | 2 570 | 2 575 | 2 591 | 2 710 | 2 700 |

| 1856  | 1861  | 1866  | 1872  | 1876  | 1881  | 1886  | 1891  | 1896  |
| ----- | ----- | ----- | ----- | ----- | ----- | ----- | ----- | ----- |
| 2 812 | 2 829 | 2 455 | 2 531 | 2 613 | 2 674 | 2 599 | 2 511 | 2 232 |

| 1901  | 1906  | 1911  | 1921  | 1926  | 1931  | 1936  | 1946  | 1954  |
| ----- | ----- | ----- | ----- | ----- | ----- | ----- | ----- | ----- |
| 2 568 | 2 801 | 2 591 | 2 095 | 2 234 | 2 609 | 2 668 | 2 609 | 2 745 |

| 1962  | 1968  | 1975  | 1982  | 1990  | 1999  | 2004  | 2006  | 2009  |
| ----- | ----- | ----- | ----- | ----- | ----- | ----- | ----- | ----- |
| 3 106 | 3 620 | 3 975 | 4 248 | 4 510 | 4 895 | 5 165 | 5 229 | 5 557 |

| 2014  | 2019  | 2022  | - | - | - | - | - | - |
| ----- | ----- | ----- | - | - | - | - | - | - |
| 6 035 | 6 142 | 6 133 | - | - | - | - | - | - |

#### Pyramide des âges
La population de la commune est relativement jeune.
En 2018, le taux de personnes d'un âge inférieur à 30 ans s'élève à 33,8 %, soit au-dessus de la moyenne départementale (31 %). À l'inverse, le taux de personnes d'âge supérieur à 60 ans est de 28,7 % la même année, alors qu'il est de 31,1 % au niveau départemental.
En 2018, la commune comptait 2 995 hommes pour 3 132 femmes, soit un taux de 51,12 % de femmes, légèrement supérieur au taux départemental (50,87 %).
Les pyramides des âges de la commune et du département s'établissent comme suit.
| Hommes | Classe d’âge | Femmes |
| ------ | ------------ | ------ |
| 0,9    | 90 ou +      | 2,2    |
| 7,3    | 75-89 ans    | 10,6   |
| 17,5   | 60-74 ans    | 18,6   |
| 19,5   | 45-59 ans    | 19,3   |
| 18,3   | 30-44 ans    | 18,2   |
| 15,5   | 15-29 ans    | 12,7   |
| 21,0   | 0-14 ans     | 18,3   |

| Hommes | Classe d’âge | Femmes |
| ------ | ------------ | ------ |
| 0,9    | 90 ou +      | 2,5    |
| 8,4    | 75-89 ans    | 11,7   |
| 20,4   | 60-74 ans    | 20,5   |
| 21,3   | 45-59 ans    | 20,3   |
| 16,8   | 30-44 ans    | 16,3   |
| 15,2   | 15-29 ans    | 13,2   |
| 17     | 0-14 ans     | 15,6   |

### Vie associative
De nombreuses associations culturelles et sportives sont installées à Aurec : l'école de musique intercommunale de Loire-Semène, Musica'LS y dispose de son siège administratif et de son plus grand site d'enseignement de la communauté de communes. D'autres associations locales font vivre la commune comme le Cercle Musical Aurécois (fanfare intervenant pour des cérémonies et des défilés d'animation), le Football Club d'Aurec, le Groupement d'Animations Local d'Aurec-sur-Loire (comité des fêtes), les Amis du vieil Aurec (valorise et fait vivre le patrimoine aurécois en organisant des manifestations culturelles), Free Mômes (Organisation de concerts), la Fédération Nationale des Anciens Combattants, la Gaule amicale aurécoise (pêche et protection du milieu aquatique), parmi d'autres animent la cité tous les ans.
Phénomène (ex Mouv' Asso Jeune), association active partout en France, en particulier en Haute-Loire, à Saint-Étienne, Lyon et Paris y possède également son siège social et son antenne Haute-Loire. Avec les Enfants avant tout et les Virades de l'Espoir, le Téléthon local organisé par l'association entre 2012 et 2016 constituait l'une des manifestations caritatives incontournables de la ville.
À travers la MJC, GALA, Free-Mômes et Phénomène, la commune jouit d'une richesse événementielle associative importante et peut se targuer d'avoir accueilli des grands noms de la scène nationale : Guerilla Poubelle, Shaman Tribu, Stocks, Les Hurlements d'Léo, Les Ogres de Barback, les Naufragés, HK ou encore Celkilt ont déjà posé leurs valises sur la commune.

## Économie

### Revenus
En 2018, la commune compte 2 535 ménages fiscaux, regroupant 5 931 personnes. La médiane du revenu disponible par unité de consommation est de 21 590 € (20 800 € dans le département). 47 % des ménages fiscaux sont imposés (42,8 % dans le département).

### Emploi
| Division       | 2008  | 2013  | 2018  |
| -------------- | ----- | ----- | ----- |
| Commune        | 8,1 % | 9 %   | 7,3 % |
| Département    | 6,3 % | 7,7 % | 7,7 % |
| France entière | 8,3 % | 10 %  | 10 %  |

En 2018, la population âgée de 15 à 64 ans s'élève à 3 560 personnes, parmi lesquelles on compte 74,8 % d'actifs (67,5 % ayant un emploi et 7,3 % de chômeurs) et 25,2 % d'inactifs,. En  2018, le taux de chômage communal (au sens du recensement) des 15-64 ans est inférieur à celui de la France et département, alors qu'en 2008 il était supérieur à celui du département et inférieur à celui de la France.
La commune fait partie de la couronne de l'aire d'attraction de Saint-Étienne, du fait qu'au moins 15 % des actifs travaillent dans le pôle,. Elle compte 1 180 emplois en 2018, contre 1 265 en 2013 et 1 374 en 2008. Le nombre d'actifs ayant un emploi résidant dans la commune est de 2 436, soit un indicateur de concentration d'emploi de 48,5 % et un taux d'activité parmi les 15 ans ou plus de 54,8 %.
Sur ces 2 436 actifs de 15 ans ou plus ayant un emploi, 540 travaillent dans la commune, soit 22 % des habitants. Pour se rendre au travail, 87,2 % des habitants utilisent un véhicule personnel ou de fonction à quatre roues, 3,7 % les transports en commun, 5,6 % s'y rendent en deux-roues, à vélo ou à pied et 3,4 % n'ont pas besoin de transport (travail au domicile).

### Industrie
Aurec dispose d'une zone industrielle fournie, laquelle accueille notamment plusieurs entreprises spécialisées dans la mécanique générale de précision. Le leader européen du caoutchouc et de ses dérivés, Interep y possède son siège mondial de même que la société Rondy. La première est engagée dans une extension autour du site actuel qui devrait être livré d'ici 2020 afin de se développer sur d'autres marchés.
Outre l'industrie, la commune possède plusieurs atouts touristiques qui en font un pilier de l'économie locale avec le commerce et les services.
En 1947, Paul Royet installe sa Société des établissements modernes de mécanique (SEMM puis SEM) dans un grand bâtiment racheté aux filatures Bélinac pour y produire des obturateurs et des appareils photographiques, principalement les reflex bi-objectifs Semflex. Sous diverses raisons sociales, la fabrication des Semflex perdurera jusqu'en 1976.

### Tourisme
Aurec-sur-Loire est une ville touristique grâce à la proximité des monts du Forez, des monts du Vivarais et des autres domaines du Massif central.
La ville possède aussi une piscine d'été, une bibliothèque, un château, un musée, une MJC. La base nautique située au Nautic à Aurec a été réaménagée après les graves inondations de 2008 et tous les bords de la Semène ont été nettoyés et réhabilités. C'est la même chose concernant la base de loisirs située sur la rive gauche de la Loire transformée en « Aurec Plage » après 2008.
Depuis quelques années, la société publique Loire-Semène Tourisme gère le développement touristique d'Aurec comprenant l'exploitation du camping et des autres moyens d'accueil (Aurec Étape) et la base de loisirs Aurec Plage fréquentée par des milliers de personnes chaque année. Cette base est labellisée aire « Respirando » par le département de la Haute-Loire.

## Culture locale et patrimoine

### Lieux et monuments

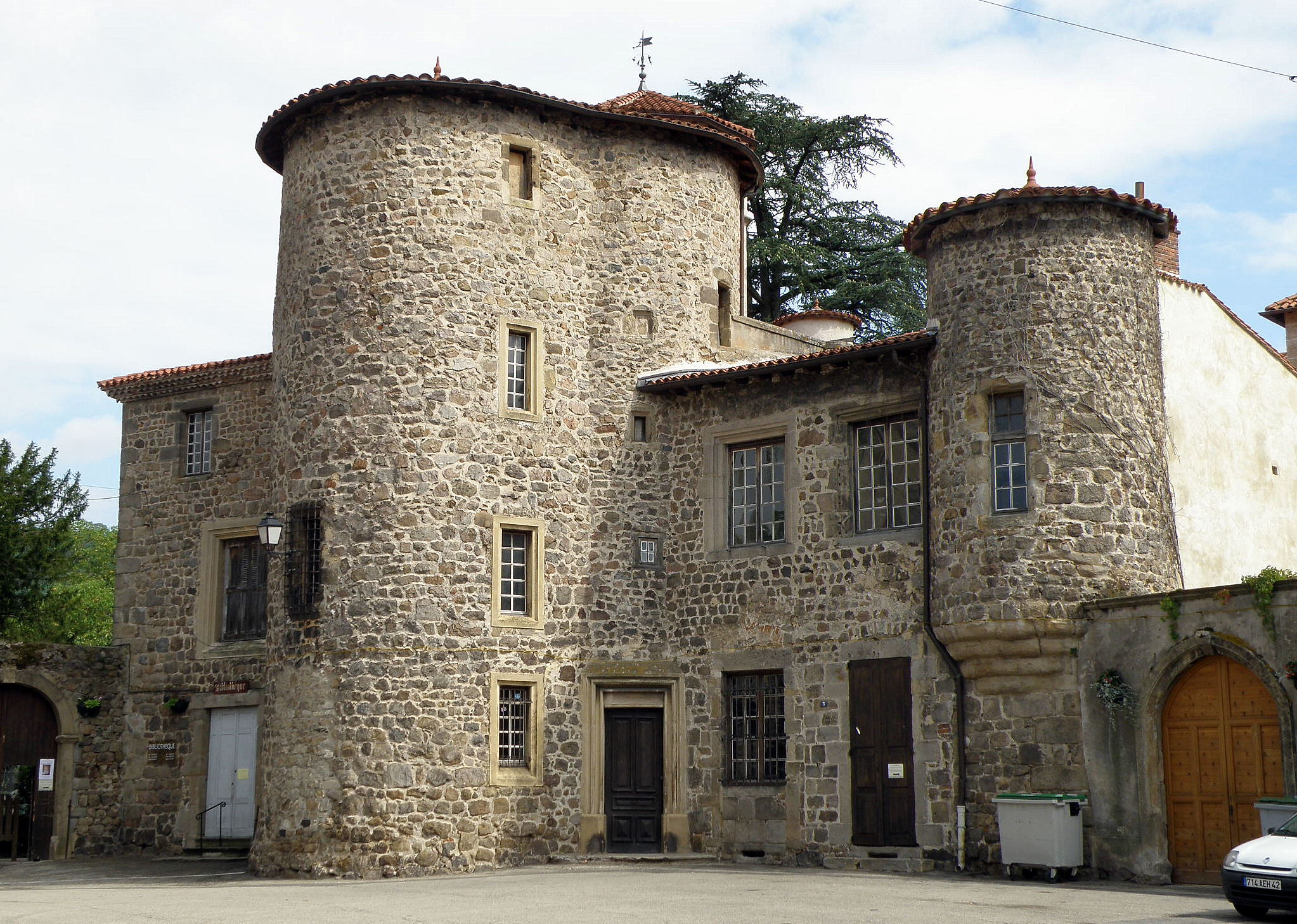
Château seigneurial d'Aurec, façade sur rue.

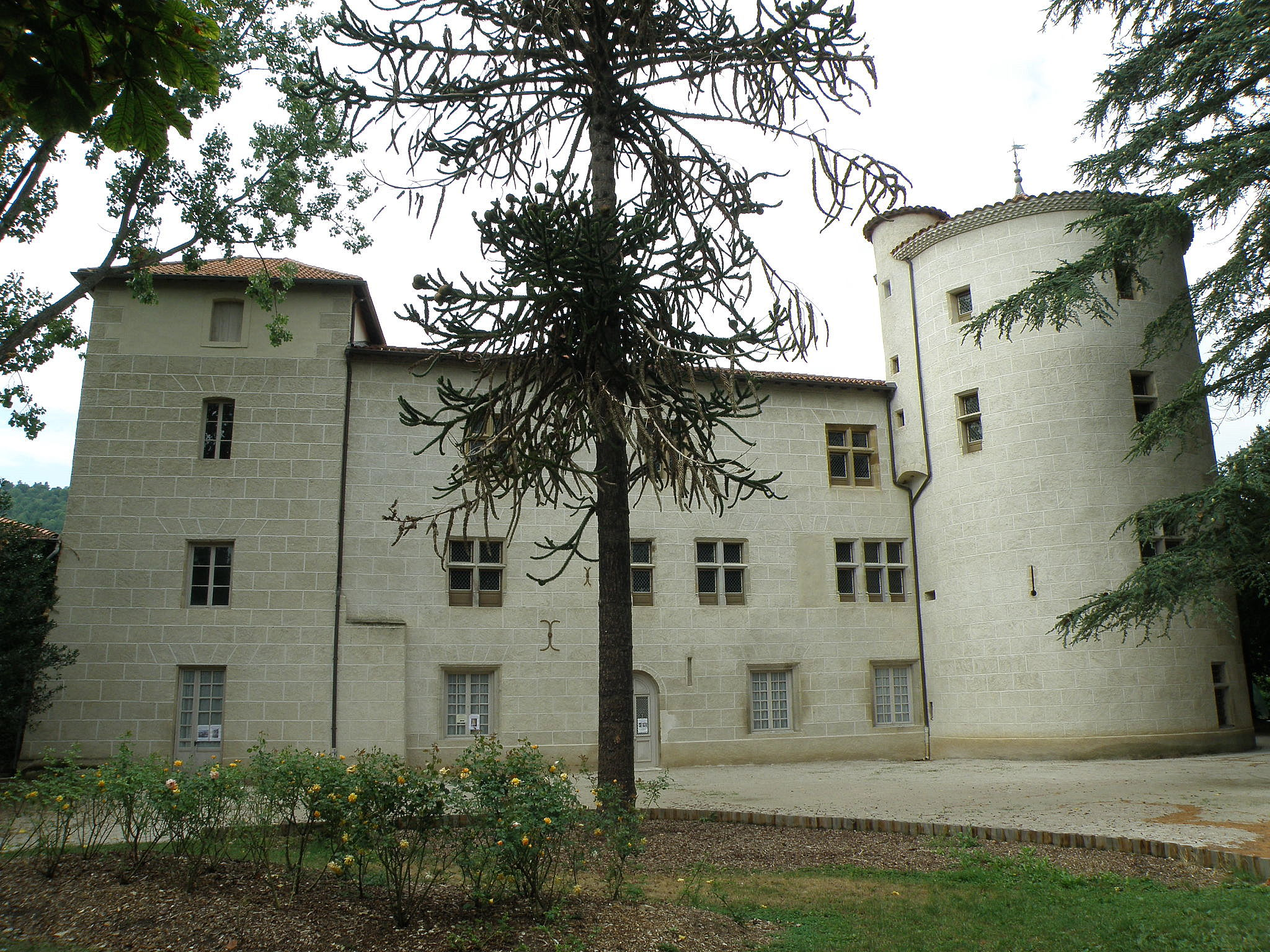
Château seigneurial d'Aurec, façade côté jardin. Devant : jardin du château devenu jardin public.

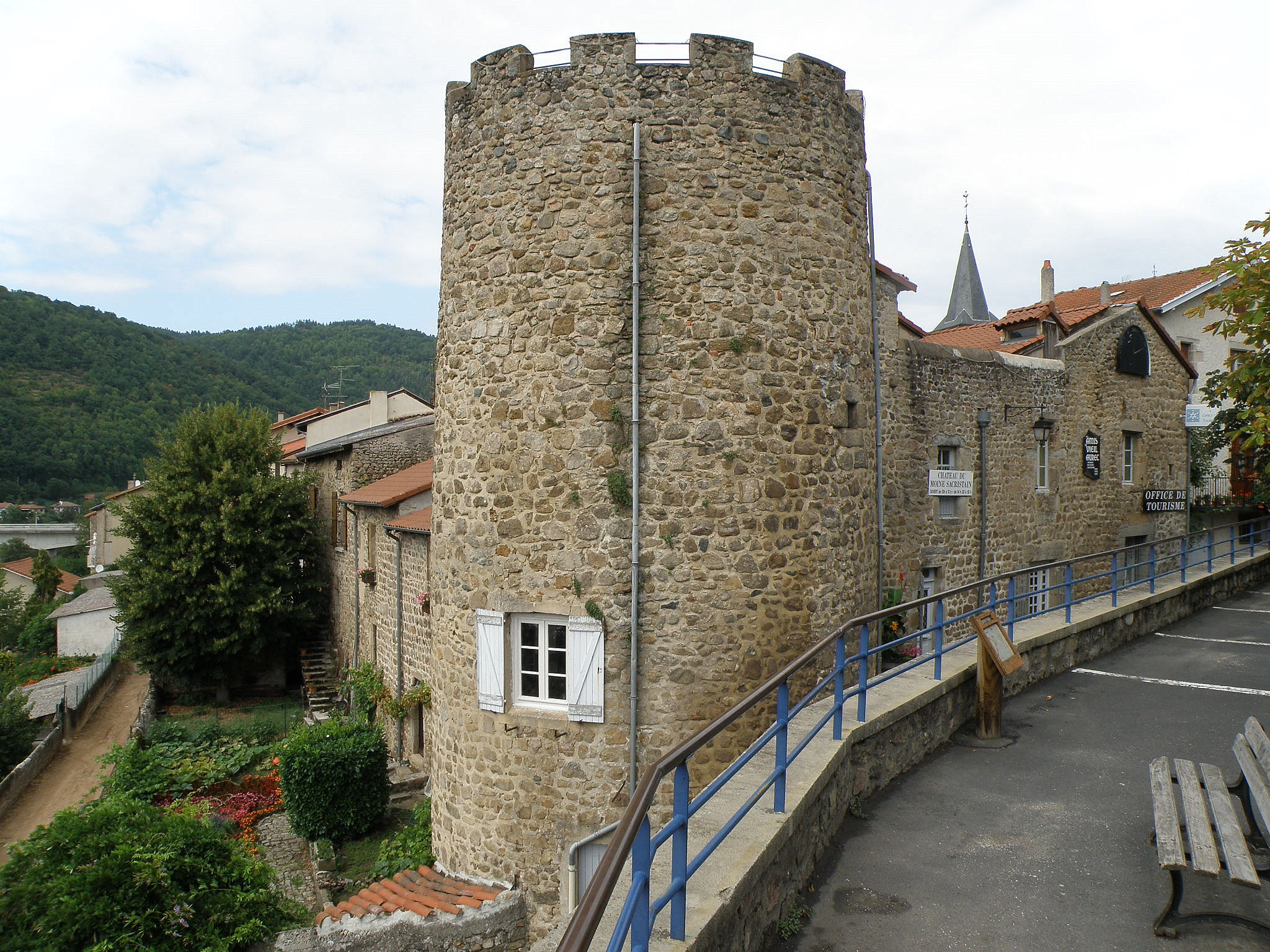
Château du moine sacristain.

- Le château du moine sacristain abrite un musée rural qui présente la vie telle qu'elle était au XIXe siècle.
- Le château d'Aurec (XIe, XVe et XVIe siècles), ancienne propriété de la famille Fustier, est inscrit au titre des monuments historiques par arrêté du 31 décembre 1996[46]. Son parc, aujourd'hui jardin public, compte des arbres centenaires (cèdres et séquoias géants). Ses locaux abritent également la bibliothèque municipale.
- Le château de Chazournes, ancien château d'habitation, abrite aujourd'hui le collège des Gorges de la Loire.
- Une gentilhommière du XVIIIe siècle, possédant encore sa décoration intérieure d'origine, aujourd'hui dénommée château de la Grangeasse, anciennement seigneurie dénommée « Tour des Sauvages » puis « Tour d'Aurec », habitée par l'archéologue, naturaliste et historien, Hector du Lac de la Tour d'Aurec puis par le général Waldeck Boudinhon, inscrite à l'inventaire des monuments historiques depuis 1995[47],[48],[49],[50].
- La maison du bailli d'Aurec-sur-Loire, inscrite au titre des monuments historiques par arrêté du 21 juin 1994[51].
- Un reste de pont, dit « pont romain », visible en remontant la Loire. Mais son origine n'est pas avérée.
- L'église Saint-Pierre (XIIe siècle) : autel attribué à Pierre Vaneau (XVIIe siècle) ; pietà (XVIe siècle) ; fonts baptismaux (XVIIe siècle) ; fresques (XIIe siècle) et peintures murales (XVe siècle) ; vitraux de Gaston Watkin.
- La tour d'Oriol (seul vestige du château féodal d'Oriol) se dresse au-dessus des rives escarpées et sauvages de la Semène, petite rivière se jetant dans la Loire. Près de cette tour, on peut voir une des grottes à Mandrin.
- Notre-Dame de la Faye, chapelle construite probablement en 1636. On évoque plusieurs légendes et des miracles. Un pèlerinage est toujours réalisé pour le 15 août.

#### Voies et lieux-dits
| 183 odonymes recensés à Aurec-sur-Loire au 5 octobre 2014 | 183 odonymes recensés à Aurec-sur-Loire au 5 octobre 2014 | 183 odonymes recensés à Aurec-sur-Loire au 5 octobre 2014 | 183 odonymes recensés à Aurec-sur-Loire au 5 octobre 2014 | 183 odonymes recensés à Aurec-sur-Loire au 5 octobre 2014 | 183 odonymes recensés à Aurec-sur-Loire au 5 octobre 2014 | 183 odonymes recensés à Aurec-sur-Loire au 5 octobre 2014 | 183 odonymes recensés à Aurec-sur-Loire au 5 octobre 2014 | 183 odonymes recensés à Aurec-sur-Loire au 5 octobre 2014 | 183 odonymes recensés à Aurec-sur-Loire au 5 octobre 2014 | 183 odonymes recensés à Aurec-sur-Loire au 5 octobre 2014 | 183 odonymes recensés à Aurec-sur-Loire au 5 octobre 2014 | 183 odonymes recensés à Aurec-sur-Loire au 5 octobre 2014 | 183 odonymes recensés à Aurec-sur-Loire au 5 octobre 2014 | 183 odonymes recensés à Aurec-sur-Loire au 5 octobre 2014 | 183 odonymes recensés à Aurec-sur-Loire au 5 octobre 2014 | 183 odonymes recensés à Aurec-sur-Loire au 5 octobre 2014 | 183 odonymes recensés à Aurec-sur-Loire au 5 octobre 2014 | 183 odonymes recensés à Aurec-sur-Loire au 5 octobre 2014 |
| Allée                                                     | Ave.                                                      | Bd                                                        | Chemin                                                    | Cité                                                      | Clos                                                      | Imp.                                                      | Montée                                                    | Pass.                                                     | Place                                                     | Pont                                                      | Quai                                                      | Rd-pt                                                     | Route                                                     | Rue                                                       | Ruelle                                                    | Square                                                    | Autres                                                    | Total                                                     |
| --------------------------------------------------------- | --------------------------------------------------------- | --------------------------------------------------------- | --------------------------------------------------------- | --------------------------------------------------------- | --------------------------------------------------------- | --------------------------------------------------------- | --------------------------------------------------------- | --------------------------------------------------------- | --------------------------------------------------------- | --------------------------------------------------------- | --------------------------------------------------------- | --------------------------------------------------------- | --------------------------------------------------------- | --------------------------------------------------------- | --------------------------------------------------------- | --------------------------------------------------------- | --------------------------------------------------------- | --------------------------------------------------------- |
| 2                                                         | 8                                                         | 1                                                         | 30                                                        | 0                                                         | 0                                                         | 12                                                        | 0                                                         | 0                                                         | 5                                                         | 0                                                         | 0                                                         | 0                                                         | 11                                                        | 61                                                        | 0                                                         | 0                                                         | 53                                                        | 183                                                       |
| Notes « N »                                               | Notes « N »                                               | 1. 2. 3. 4. 5.                                            | 1. 2. 3. 4. 5.                                            | 1. 2. 3. 4. 5.                                            | 1. 2. 3. 4. 5.                                            | 1. 2. 3. 4. 5.                                            | 1. 2. 3. 4. 5.                                            | 1. 2. 3. 4. 5.                                            | 1. 2. 3. 4. 5.                                            | 1. 2. 3. 4. 5.                                            | 1. 2. 3. 4. 5.                                            | 1. 2. 3. 4. 5.                                            | 1. 2. 3. 4. 5.                                            | 1. 2. 3. 4. 5.                                            | 1. 2. 3. 4. 5.                                            | 1. 2. 3. 4. 5.                                            | 1. 2. 3. 4. 5.                                            | 1. 2. 3. 4. 5.                                            |
| Sources : rue-ville.info & OpenStreetMap                  |                                                           |                                                           |                                                           |                                                           |                                                           |                                                           |                                                           |                                                           |                                                           |                                                           |                                                           |                                                           |                                                           |                                                           |                                                           |                                                           |                                                           |                                                           |

### Personnalités liées à la commune
- Maison de Nerestang, seigneurs d'Aurec.
- Louis Mandrin (1725-1755), contrebandier, se serait caché dans une grotte portant son nom en remontant les gorges de la Semène[52].
- Waldeck Boudinhon (1771-1846), général de brigade[49].
- Jules Verne (1828-1905), qui aurait écrit des œuvres à Aurec[53].
- Félix de Chazournes (1887-1941), écrivain[réf. nécessaire].
- Robert Bouvard (1901-1992), né le 1er septembre 1901 à Aurec-sur-Loire, ancien sénateur de la Haute-Loire
- Gérard Feldzer (1944-), consultant et vulgarisateur en aéronautique et en transports, y est né.

### Héraldique
| Armes | Les armes d'Aurec-sur-Loire se blasonnent ainsi : Fascé d'or et d'azur. |